# Naturschutzgebiet Rietzer See
Das Naturschutzgebiet Rietzer See ist ein 1.133,6 Hektar großes Naturschutzgebiet (NSG) im Land Brandenburg. Das Areal ist seit 1997 Vogelschutzgebiet und seit 2000 als Naturschutzgebiet ausgewiesen.

## Lage
Das Naturschutzgebiet gehört zu den europäischen Vogelschutzgebieten und besteht aus dem Netzener See, dem Rietzer See mit dem Moorsee und einer Streng genannten Zwischenniederung. Der Emster Kanal verbindet Rietzer und Netzener See.
Das Naturschutzgebiet liegt in der Gemeinde Kloster Lehnin etwa sechs Kilometer südöstlich der Stadt Brandenburg an der Havel und etwa 24 Kilometer westlich von Potsdam. Nördlich des Gebiets verlaufen die Bundesstraße 1 und die Bahnstrecke Berlin–Magdeburg und südlich die Bundesautobahn 2 jeweils in ost-westlicher Richtung. Westlich verläuft die Bundesstraße 102 in nord-südlicher Richtung, und östlich die Kreisstraße 6940.
Das Gebiet wird von Norden beginnend im Uhrzeigersinn von den Dörfern Gollwitz, Jeserig, Schenkenberg, Trechwitz, Damsdorf, Nahmitz, Netzen, Grebs, Prützke, Schmerzke, Neuschmerzke und Wust umgeben.
Die Nordroute des Bernhardsweges von und nach Lehnin führt im südlichen Bereich des Strengs durch das Schutzgebiet.

## Beschreibung

### Rietzer See
Kernstück des Naturschutzgebietes ist der Rietzer See mit einer Fläche von zirka 3,24 Quadratkilometern (je nach Wasserstand und nach anderen Quellen 3,21 Quadratkilometer oder 3,27 Quadratkilometer) einschließlich des angrenzenden Moorsee im Nordosten. Der See liegt in den Gemarkungen Rietz, Schenkenberg, Trechwitz und Damsdorf.

### Streng
Im südwestlichen Bereich des Strengs befindet sich ein Beobachtungsturm, von dem aus der gesamte Streng beobachtet werden kann.

### Netzener See
In der Nähe des Dorfes Netzen gibt es einen Beobachtungsturm zur Vogelbeobachtung am See. Zwischen 22 und 5 Uhr besteht ein Fahrverbot für Sportboote mit Verbrennungsmotor. Das Gebiet gilt als eines der ornithologisch bedeutendsten Brut- und Rastgebiete in Brandenburg.

### Fauna

#### Vögel
Es ist eines der bedeutendsten Brut- und Rastgebiete für Vögel im Land Brandenburg. Bereits seit 1959 wird in diesem Gebiet die Entwicklung der Vogelbestände intensiv beobachtet. Etwa 270 Vogelarten konnten bisher nachgewiesen werden, wobei etwa 160 Arten im Gebiet als Brutvogel nachgewiesen werden konnten. Dazu gehören Eisvogel, Schilfrohrsänger, Weißstorch, Knäkente, Rotmilan, Rohr- und Zwergdommel.
Der Rietzer See und das angrenzende Gebiet ist Durchzugsgebiet für Gänsearten, Wat- und Greifvögel. Der Seeadler ist inzwischen ganzjährig zu beobachten.
Mittlerweile sind die kanalisierten Feuchtwiesen am Streng zu einem Ruhe- und Schlafplatz für Kraniche geworden.

Vögel im Schutzgebiet
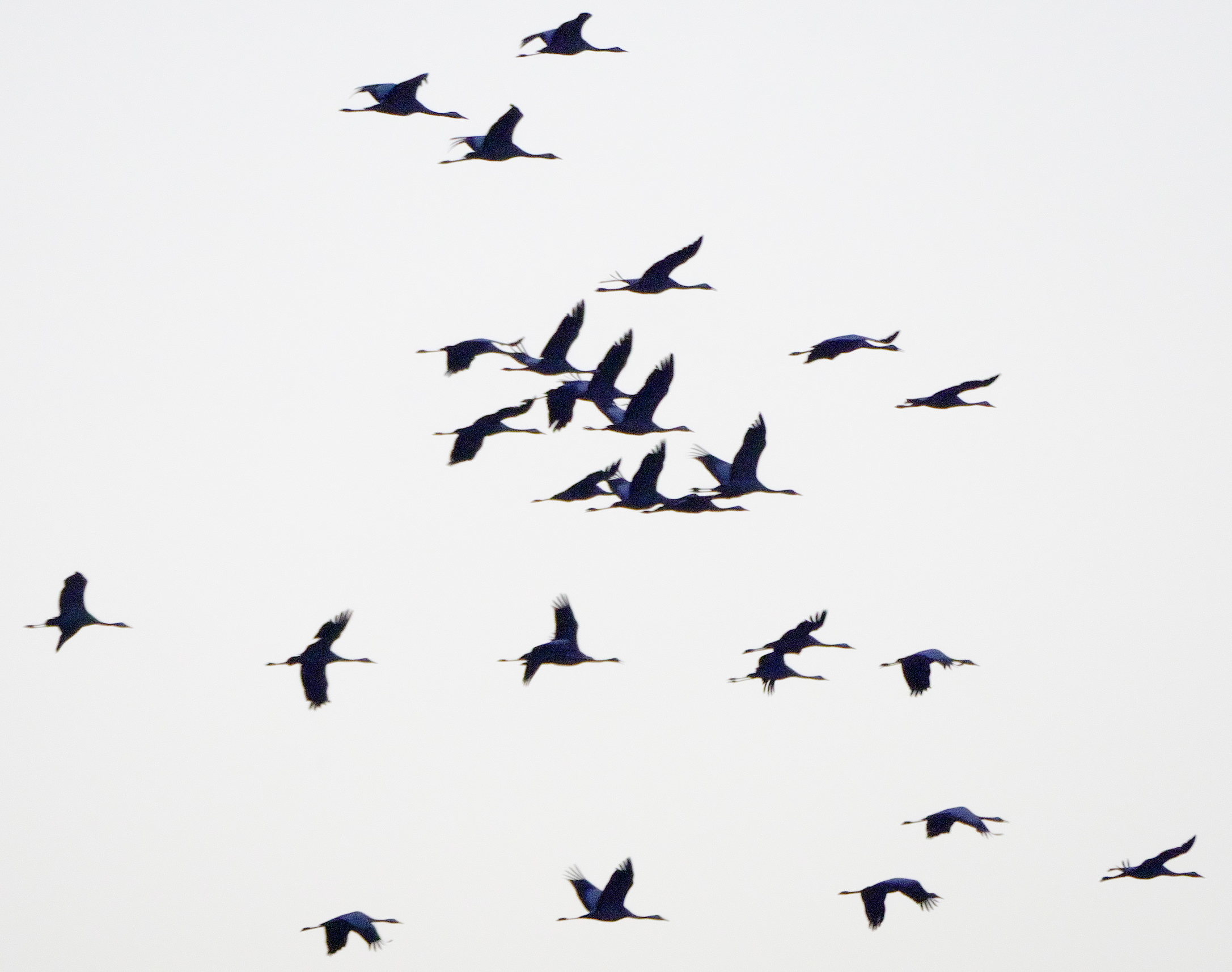
26 Kraniche beim Überfliegen des Strengs im abendlichen Gegenlicht
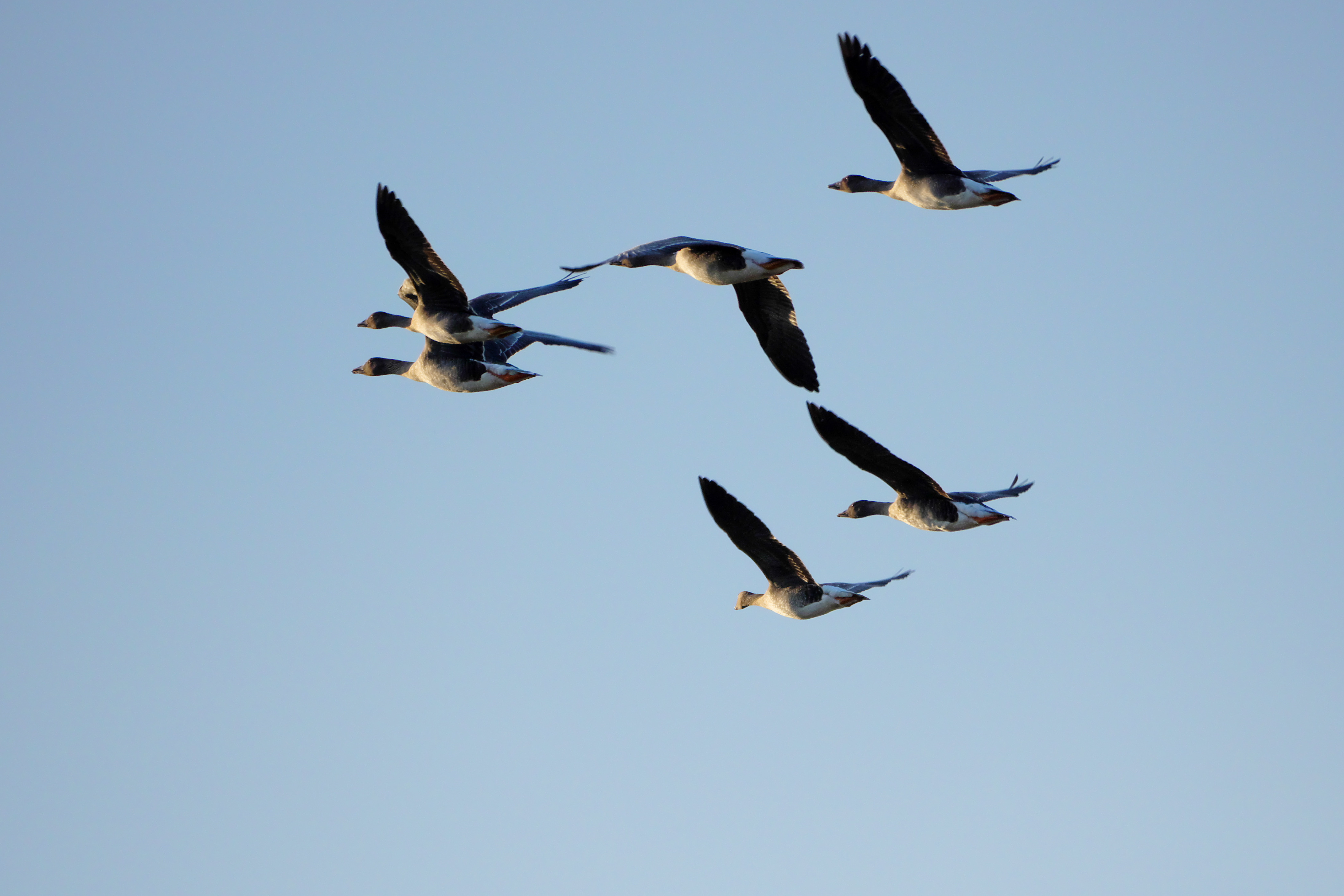
Sechs Graugänse beim Überfliegen des Strengs
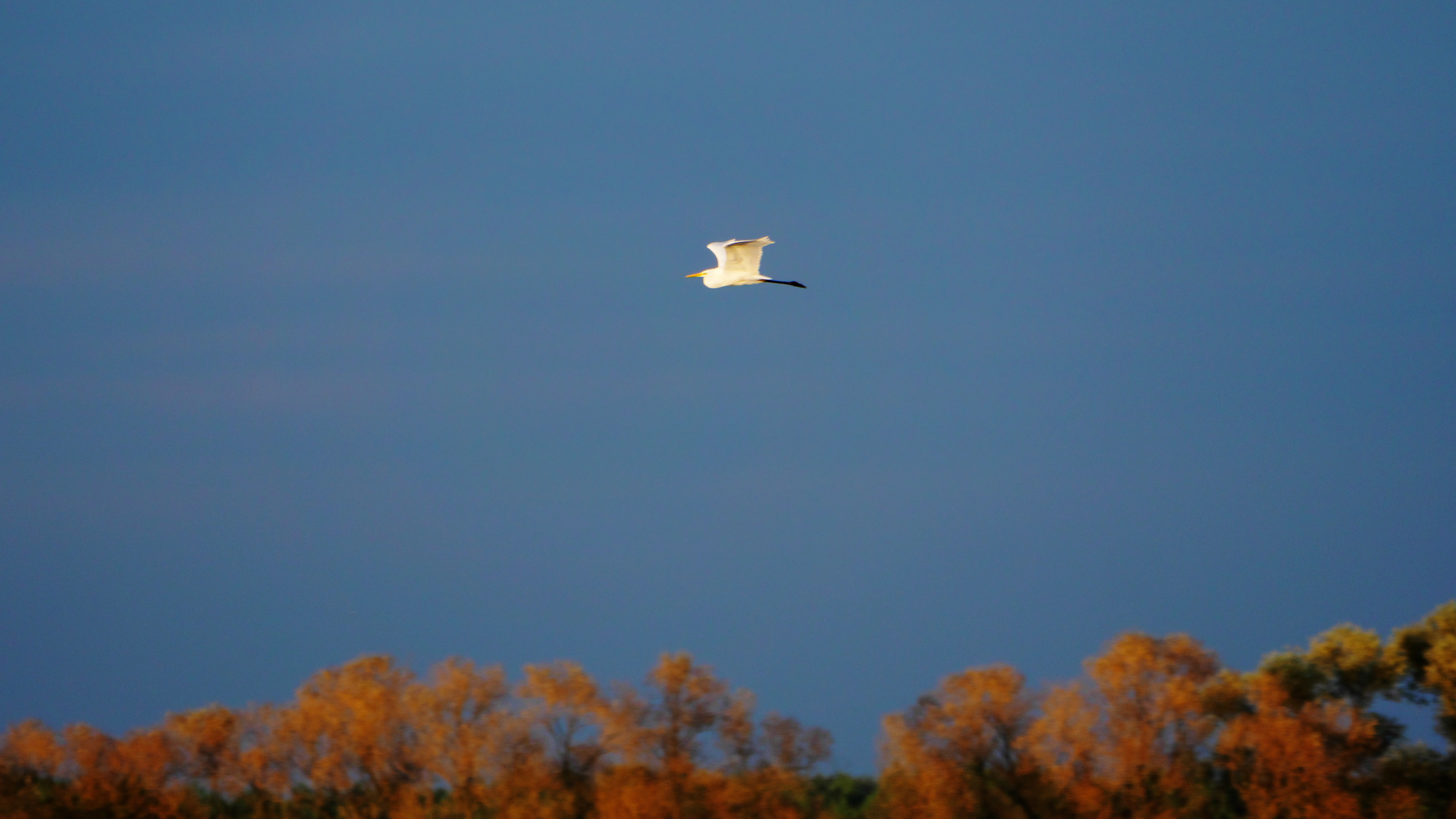
Silberreiher über dem Strengsee
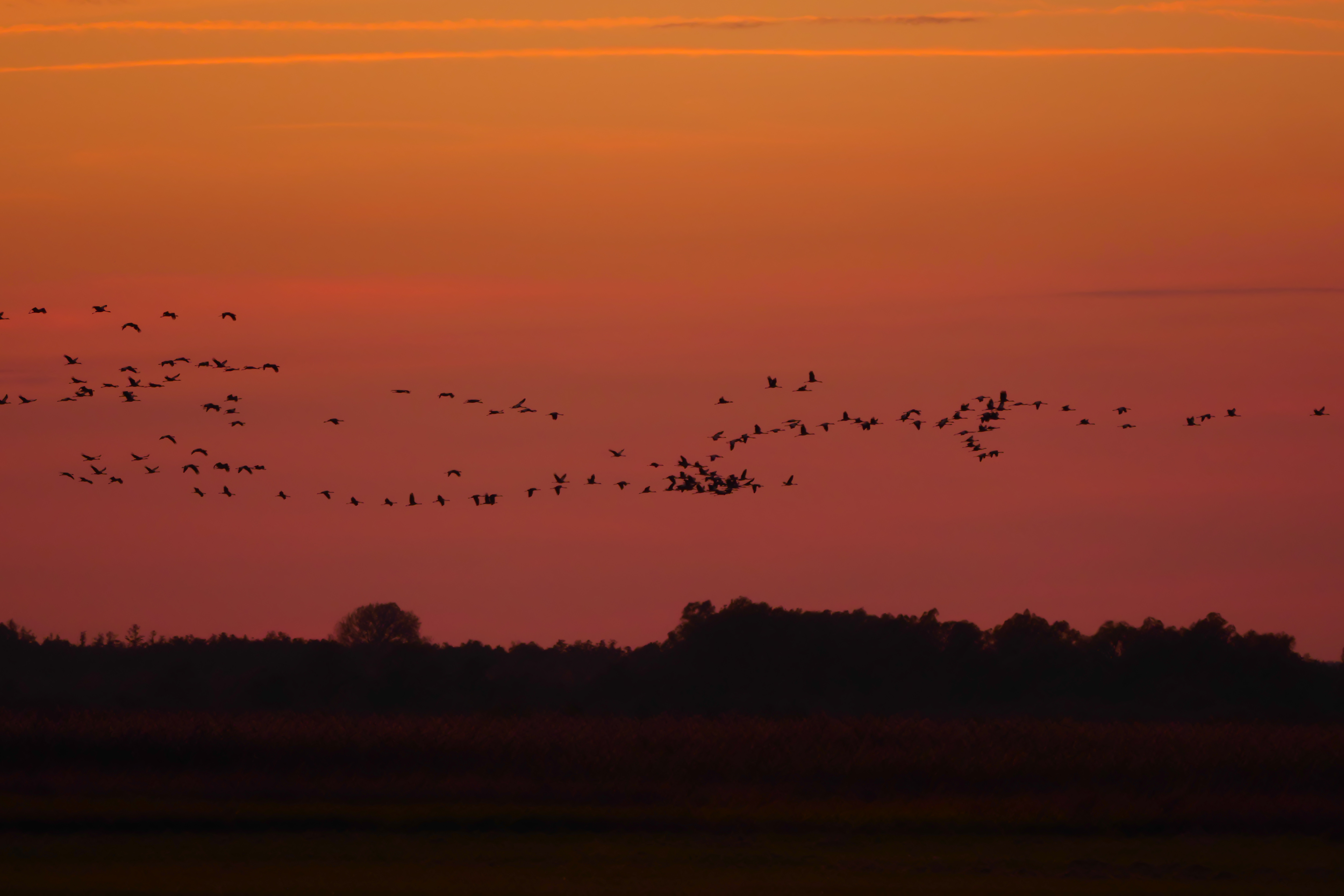
Kraniche beim abendlichen Einflug auf die Langen Wiesen am Rietzer See

#### Andere Tierarten
Seit 2006 gibt es Biber. Hervorzuheben ist die wiederholte Sichtung der scheuen Fischotter.
Seit 2008 beweiden Wasserbüffel eine Salzwiese in der Nähe von Schenkenberg.

### Flora
Hervorzuheben sind sogenannte Binnensalzstellen mit ihrer typischen Salzflora und die kleinflächig vorkommenden Kalktrockenrasen am Seeufer. Zu den besonders geschützten Arten gehören unter anderem der Fieberklee, das Sumpfknabenkraut, das Strandtausendgüldenkraut und die Prachtnelke.
Am Holzberg bei Rietz treten wertvolle Sandtrockenrasen auf.